# Tornion Panimo
Tornion Panimo Oy, Torneås Bryggeri Ab bildades 1873. Produktionen av bland annat ölet Lapin Kulta  pågick fram till 2010, då ägaren Oy Hartwall Ab (som köpts upp av storkoncernen Heineken, som i sin tur sålde Hartwall till Royal Unibrew 2013) flyttade produktionen till södra delarna av Finland och lade ned bryggeriet. 2015 startade bryggeriet igen efter att en insamling fått tillräckligt startkapital av de drygt 1900 investerare som registrerades, och det nyöppnade året därpå. Något ovanligt är att bryggeriet även har ett eget destilleri, där bägge använder sig av lokala råvaror så långt som möjligt. Undantaget är humlen till ölproduktionen, som måste importeras då nordliga odlingar saknas. 
På det svenska Systembolaget förs ginnen Lójhtu (Kristall) och lagerölet Original Lapland Lager